# Le notti di Salem (miniserie televisiva)
Le notti di Salem, nota anche con il titolo originale inglese di Salem's Lot, è una miniserie televisiva del 1979 diretta da Tobe Hooper e tratta dall'omonimo romanzo di Stephen King.
La versione integrale della miniserie, della durata di 184 minuti, uscì in Italia col titolo Gli ultimi giorni di Salem dopo l'uscita nei cinema della versione accorciata di 112 min.

## Trama
Jerusalem's Lot (Il lotto di Gerusalemme) è una piccola cittadina del Maine, chiamata dagli abitanti Salem's Lot (Il lotto di Salem). Lo scrittore Ben Mears, che qui ha avuto i natali, vi torna essendo interessato a Casa Marsten, un'abitazione signorile che Mears tenta di affittare; ma la casa è già stata presa da un altro, tale Richard Straker. Straker apre un negozio d'antiquariato e rivela che un suo socio, Kurt Barlow, risiede a Casa Marsten.
Presto Mears sospetta che lui sia il colpevole della sparizione di un ragazzo, Ralphie Glick, che coincide con l'arrivo di Straker in città. Mears intreccia una relazione sentimentale con Susan Norton, alla quale rivela la sua sensazione che Casa Marsten sia un luogo maligno. Mears ritrova perfino il suo vecchio insegnante di scuola, Jason Burke, e si mostra amico del padre di Susan, il dottor Bill Norton. Alcuni strani avvenimenti iniziano ad accadere dopo che due lavoratori, Ryerson e Tibbets, vengono mandati a recuperare una grande cassa da mettere nella cantina di Casa Marsten. La cassa in questione contiene Barlow, il vampiro arrivato a Salem's Lot dopo aver mandato prima il suo 'familiare' Straker in modo da consentire la sua venuta.

## Produzione
I diritti d'autore del romanzo di King erano molto ambiti dall'industria del cinema, ma l'autore affermò che "Tutti i registi di film horror si sono interessati all'adattamento de Le notti di Salem, ma nessuno è venuto fuori con una buona sceneggiatura". George A. Romero fu contattato per dirigere Le notti di Salem quando l'adattamento era stato ancora concepito per l'uscita nelle sale cinematografiche. Romero fu anche contattato per firmare la regia di altri adattamenti televisivi delle opere di King, come Cimitero vivente e It.
King, soddisfatto della sceneggiatura di Paul Monash, affermò: "Ho apprezzato molto questo script. Monash è riuscito nell'impresa di combinare i protagonisti, e la sua sceneggiatura funziona". Il film fu girato con un budget di 4 milioni di dollari. La location delle riprese fu Ferndale, nella California del Nord. Dopo il successo della miniserie, si pensò addirittura ad una serie televisiva ispirata al romanzo di Stephen King. Nel 1979 il libro di King fu ripubblicato dalla NAl/Signet Books con 8 pagine di foto tratte dal film.
La pellicola fu originariamente trasmessa alla tv americana in due parti, della durata di 2 ore ciascuna, sulla CBS nei giorni del 17-24 novembre del 1979. Il film fu poi accorciato e portato alla durata di tre ore per la distribuzione in Europa. La nuova versione fu appositamente rimontata in modo da essere più violenta e spaventosa, quindi non più confinata alle reti televisive. Per la distribuzione in VHS la Warner Bros. portò il film alla durata di 112 minuti, per poi ripristinare la versione originale, sempre per il mercato dell'home video.
Sebbene gli ammiratori di King non risparmiarono critiche al film per come si allontanava dalla storia originale, l'adattamento de Le notti di Salem fece buona presa su critica e pubblico. Il maggior rimpianto fu la caratterizzazione del cattivo, il vampiro Barlow, del quale King non apprezzò particolarmente il modo con cui era stato realizzato. Nel 1987 Larry Cohen ne girò un seguito, I vampiri di Salem's Lot, rititolato per la tv Il ritorno delle streghe di Salem.
L'aspetto del vampiro è ispirato al film muto Nosferatu il vampiro (1922) di F.W. Murnau. Come nel classico espressionista, i vampiri nella pellicola di Hooper sono esseri dall'aspetto mostruoso in bilico fra credenze popolari e leggenda.

## Promozione
(Slogan della miniserie)